# Rambervillers
Rambervillers – miejscowość i gmina we Francji, w regionie Grand Est, w departamencie Wogezy.
Według danych na rok 1990 gminę zamieszkiwało 5919 osób, a gęstość zaludnienia wynosiła 287 osób/km² (wśród 2335 gmin Lotaryngii Rambervillers plasuje się na 74. miejscu pod względem liczby ludności, natomiast pod względem powierzchni na miejscu 159.).